# Maks Strmčnik
Maks Strmčnik, slovenski skladatelj, čembalist, pedagog in organist, * 23. oktober 1948, Črna na Koroškem.
Študij kompozicije je končal na ljubljanski akademiji za glasbo leta 1974. Deluje kot profesor na Akademiji za glasbo, od leta 1999 je predstojnik oddelka za cerkveno glasbo na tej ustanovi. Leta 1989 je prejel nagrado Prešernovega sklada za Koncert za orgle, pojočo žago in orkester. Strmčnik je avtor predvsem vokalno-instrumentalnih, komornih in zborovskih skladb.
Leta 2020 je postal zaslužni profesor ljubljanske univerze.